# Vuelo (canção)
"Vuelo" é uma canção do cantor porto-riquenho Ricky Martin, lançada como terceiro single de seu primeiro álbum de estúdio, Ricky Martin (1991). Um vídeo da música também foi lançado.
A música alcançou o número onze na Hot Latin Tracks nos Estados Unidos.

## Formatos e lista de faixas
U.S./Latin America promotional 12" single
1. "Vuelo" – 3:59

## Charts
| Chart (1992)                    | Peak position |
| ------------------------------- | ------------- |
| U.S. Billboard Hot Latin Tracks | 11            |